# Buccanodon duchaillui
Buccanodon duchaillui là một loài chim trong họ Lybiidae.